# Jaroslav Bendl
Jaroslav Bendl (15. října 1947 – 27. dubna 2025) byl český fotbalista, levý obránce, reprezentant Československa.

## Fotbalová kariéra
Za československou reprezentaci odehrál v letech 1973–1974 čtyři utkání. V lize nastoupil ve 230 utkáních a vstřelil 5 gólů. Hrál za Duklu Praha (1967–1977), s níž získal roku 1977 mistrovský titul ligy a v roce 1969 Československý pohár. V Poháru vítězů poháru nastoupil ve 2 utkáních a v Poháru UEFA nastoupil ve 4 utkáních a dal 1 gól. V nižších soutěžích hrál za DP Xaverov.

## Ligová bilance
| Ročník                                   | Zápasy | Góly | Klub        |
| ---------------------------------------- | ------ | ---- | ----------- |
| 1. československá fotbalová liga 1967/68 | 6      | 1    | Dukla Praha |
| 1. československá fotbalová liga 1968/69 | 23     | 0    | Dukla Praha |
| 1. československá fotbalová liga 1969/70 | 27     | 1    | Dukla Praha |
| 1. československá fotbalová liga 1970/71 | 26     | 1    | Dukla Praha |
| 1. československá fotbalová liga 1971/72 | 29     | 2    | Dukla Praha |
| 1. československá fotbalová liga 1972/73 | 29     | 0    | Dukla Praha |
| 1. československá fotbalová liga 1973/74 | 26     | 0    | Dukla Praha |
| 1. československá fotbalová liga 1974/75 | 24     | 0    | Dukla Praha |
| 1. československá fotbalová liga 1975/76 | 29     | 0    | Dukla Praha |
| 1. československá fotbalová liga 1976/77 | 11     | 0    | Dukla Praha |
| Česká národní fotbalová liga 1978/79     | -      | -    | DP Xaverov  |
| CELKEM 1. liga                           | 230    | 5    |             |